# 卡佩伦 (施泰尔马克州)
卡佩伦是奥地利施泰尔马克州米尔茨楚施拉格县的一个市镇。总面积44.59平方公里，总人口672人，人口密度15.1人/平方公里（31-12-2005年）。